# Carnival Valor

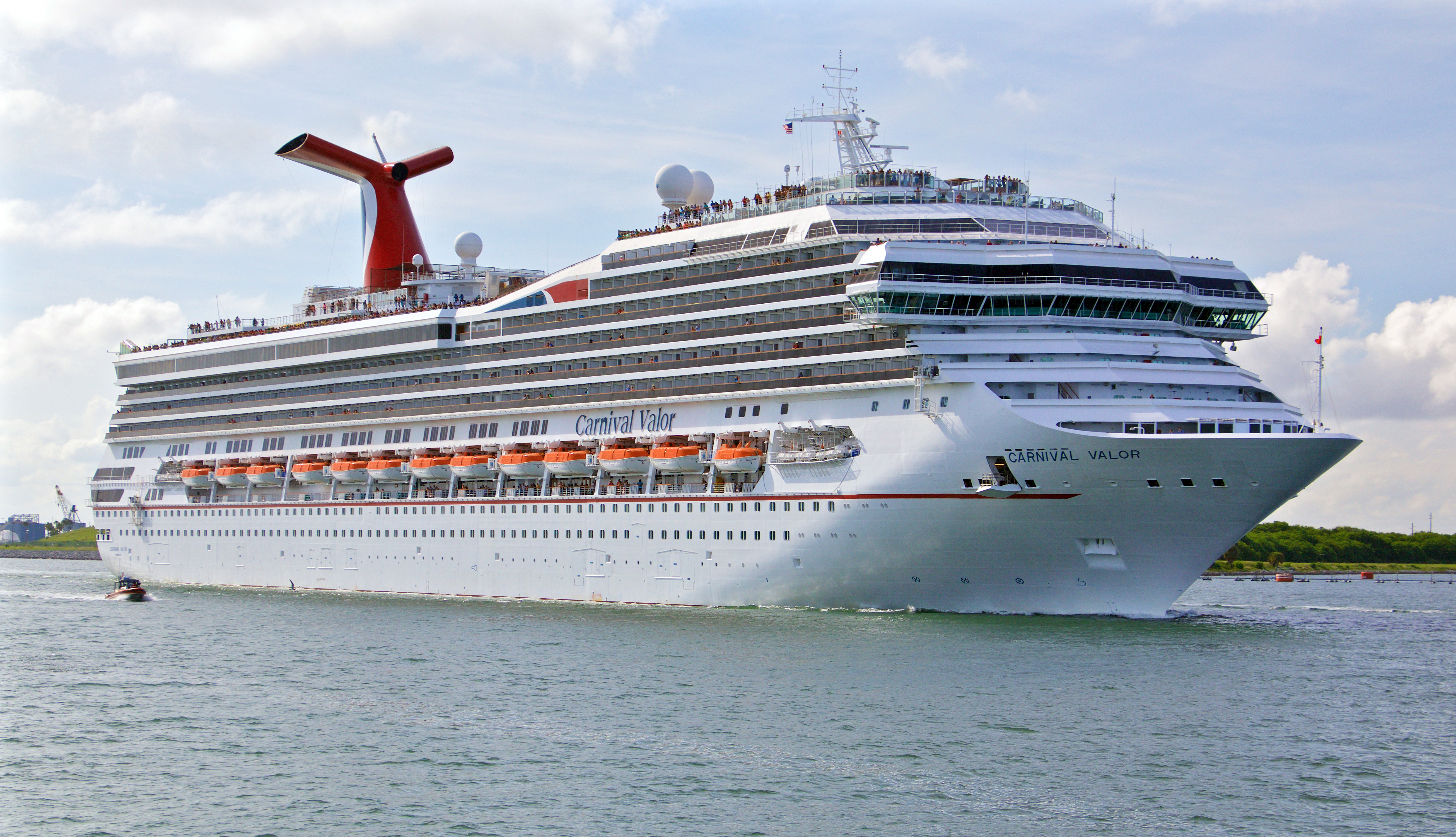
Carnival Valor a Fort Lauderdale nel 2016 con la vecchia livrea.

Carnival Valor è una nave da crociera "Conquest Class" della compagnia Carnival Cruise Lines.
Durante i lavori di ammodernamento del 2008 è stato installato un grande schermo a LED sul ponte piscina ed è stato realizzato un ristorante a tema dedicato alla Mongolia. Altri miglioramenti sono stati effettuati durante i lavori di manutenzione nell'inverno del 2011.

## Porto di armamento
Miami, Florida.

## Navi gemelle
- Carnival Conquest
- Carnival Glory
- Carnival Liberty
- Carnival Freedom